# جامع القصبة (طنجة)
جامع القصبة هو مسجد تاريخي يقع في المدينة العتيقة بطنجة المغربية. يعود تاريخ تأسيسه إلى أواخر القرن السابع عشر من طرف الباشا احمد الريفي التمسماني.

## تاريخ

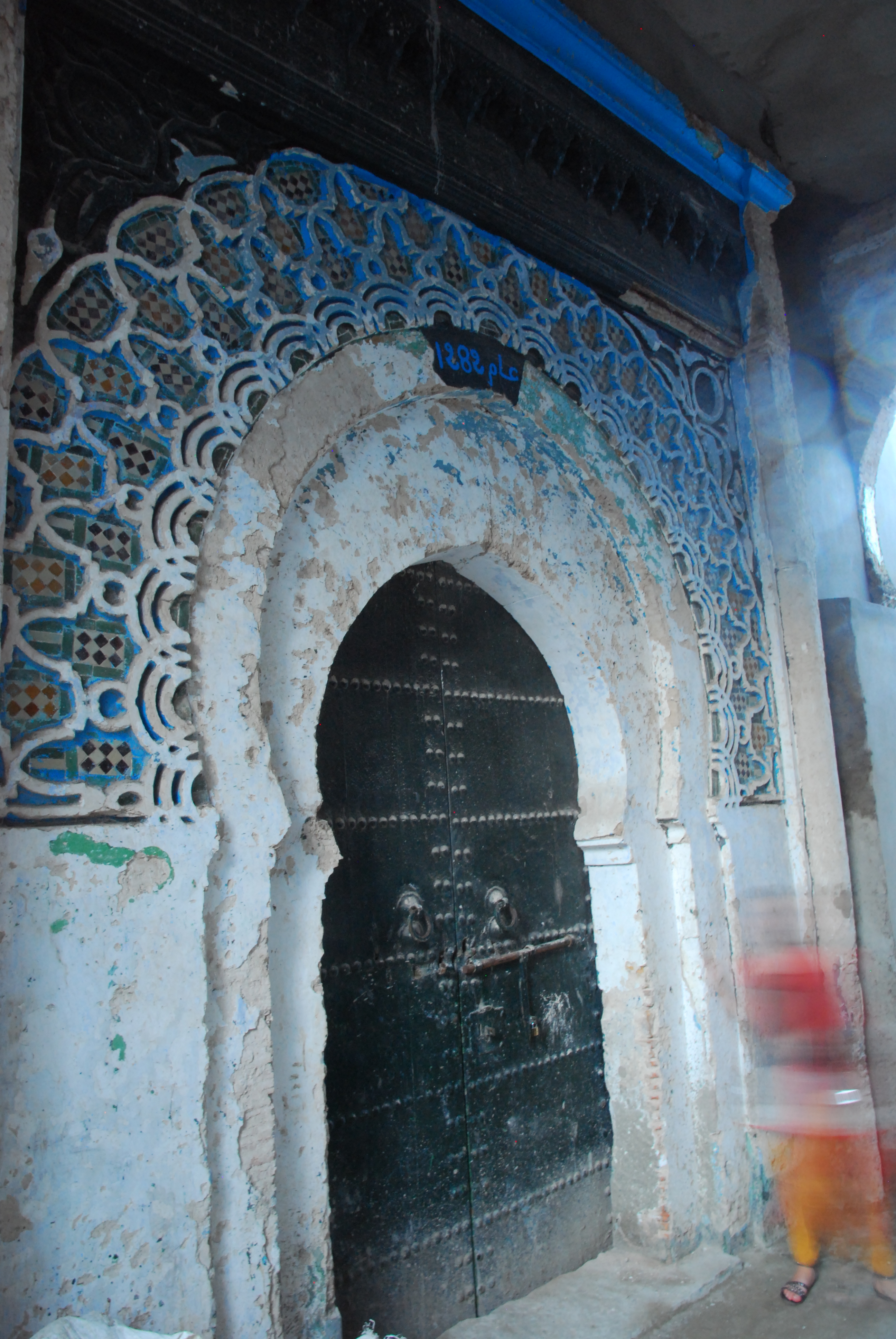
مدخل باب المسجد.

بُني الجامع عقب تحرير طنجة من يد الإنجليز سنة 1684. فبأمر من السلطان العلوي إسماعيل بن الشريف، نظم قائد المجاهدين علي بن عبد الله الحمامي التمسماني، المسمى القايد الريفي، هجمات دقيقة على مدى سنوات ضد المستعمر، قام خلالها بفرض حصار على عدد من المدن المستعمرة، تم على إثرها طرد المحتل من أصيلة والعرائش والمهدية والحسيمة.
وبمدينة طنجة، وجد الإنجليز، وهم المثقلون بالأعباء المالية للمدينة على مالية الدولة وأمام الخسائر التي تكبدوها جراء هجمات المجاهدين، أنفسهم مضطرين لإخلاء المدينة في إحدى ليالي سنة 1684، بعدما نهبوا كل الخيرات والوثائق التاريخية ودمروا المنشآت والدفاعات.
بعد استعادة المدينة، أمر المولى إسماعيل القايد الريفي بالشروع في أشغال إعادة الإعمار، وهي الفترة التي رأى فيها مسجد القصبة النور بجوار مقر إقامة القايد الريفي، الذي شكل رمزا ومقرا للسلطة المحلية. ولم يكن مسجد القصبة مجرد مكان للشعائر، بل فضاء لعقد الاجتماعات بين قادة وأعيان المدينة واتخاذ القرارات والسياسات التي تهم تدبير الشأن اليومي لسكان شمال المغرب.
وهكذا بنى علي الريفي جامع القصبة تحت حكم إسماعيل بن الشريف في أواخر القرن السابع عشر. تم توسيع المسجد من قبل حفيد الريفي، أحمد، الذي أضاف المئذنة والمدخل المزخرف. تم توسيع قاعة الصلاة في عهد السلطان محمد الرابع، الذي حكم بين سنتي 1859 و1873. تم ترميمه حوالي عام 1889 في زيارة السلطان الحسن الأول. في عام 1921، قام المسؤول عن المؤسسات الدينية (الحبوس) في المنطقة بترميم المسجد لكنه قام بتغطية الكثير من زخارفه الأصلية باستخدام الألوان الجديدة. تم مسح جزء من ذلك الغطاء في السنوات الأخيرة خلال أعمال التجديد التي انتهت حوالي عام 2015.

## العمارة والتصميم
تم بناء المسجد وفق هندسة مغربية أندلسية بأقواس ممدودة على أعمدة مربعة، تم كساء بعضها بالخشب المنقوش. وفي وسط المسجد، ترك مكان الصحن الذي كان يضم نافورة اندثرت منذ زمن لتفسح المجال للصانعين لتركيب زليج تقليدي.
وتعتبر المئذنة المثمنة من بين الخصائص المميزة لمسجد القصبة، حيث تتميز بأبعاد هندسية متناغمة مع الزليج التقليدي المتعدد الألوان الذي يزخرف وجهها الخارجي، وهو شكل نادر الوجود بطنجة، وإن كانت تمتاز به صوامع عدد من المساجد بكل من وزان وشفشاون وسبتة، بل وحتى خارج المغرب.